# Photocryptus nigrosignatus
Photocryptus nigrosignatus là một loài tò vò trong họ Ichneumonidae.